# شیرزاد نصرالله‌اف
شیرزاد نصرالله‌اف (انگلیسی: Sherzod Nasrullaev؛ زادهٔ ۲۳ ژوئیهٔ ۱۹۹۸) بازیکن فوتبال اهل ازبکستان است که در پست مدافع چپ بازی می‌کند.